# The Finishing Point
The Finishing Point è un cortometraggio muto del 1903. Il nome del regista non viene riportato nei credit del film né vi appare quello di un operatore. Girato nella contea di Kerry, il documentario mostra alcune scene della Gordon Bennett Cup, un trofeo automobilistico che quell'anno fu corso in Irlanda, vinto dalla Germania con la Mercedes guidata dal belga Camille Jenatzy.

## Produzione
Il film fu prodotto dalla Hepworth. Venne girato in Irlanda, nella contea di Kerry.

## Distribuzione
Distribuito dalla Hepworth, il documentario - un cortometraggio della lunghezza di 30 metri - presumibilmente uscì nelle sale cinematografiche britanniche nel 1903.
Non si hanno altre notizie del film che si ritiene perduto, forse distrutto nel 1924 quando il produttore Cecil M. Hepworth, ormai fallito, cercò di recuperare l'argento del nitrato fondendo le pellicole.